# Televisión Cubana
Televisió Cubana (TVC) és la marca de la televisió pública de Cuba, empresa estatal controlada i administrada per l'Institut Cubà de Ràdio i Televisió (ICRT).
Transmet a escala nacional mitjançant tecnologia analògica, a través dels canals Cubavisión, Tele Rebelde, Canal Educativo, Canal Educativo 2 i Multivisión.
Realitza les seves transmissions internacionals a través de la cadena de cable i satèl·lit Cubavisión Internacional. A més a més té centres territorials per a la transmissió provincial en algunes franges horàries, per la freqüència de Multivisión. Aquests són: Canal Habana, Tele Pinar, Islavisión, TV Yumurí, Cubanacán TV, Centrovisión Yayabo, Perlavisión, Tele Camagüey, TV Avileña, CNC TV, Tunasvisión, Tele Cristal, Tele Turquino, TV Serrana i Sol Visión.
Les transmissions televisives a Cuba es van iniciar el 1950 i es van nacionalitzar després de la Revolució.